# Landry Jones
Matthew Landry Jones (Artesia, 4 aprile 1989) è un ex giocatore di football americano statunitense che ha giocato nel ruolo di quarterback. Fu scelto nel corso del quarto giro (115º assoluto) del Draft NFL 2013 dai Pittsburgh Steelers. Al college ha giocato a football per Oklahoma.

## Carriera professionistica

### Pittsburgh Steelers
Jones fu scelto nel corso del quarto giro del Draft 2013 dai Pittsburgh Steelers. Debuttò come professionista nel secondo quarto del sesto turno della stagione 2015, quando subentrò al posto dell'infortunato Michael Vick, che a sua volta era partito al posto di Ben Roethlisberger, passando i primi due touchdown in carriera a Martavis Bryant. La sua partita si concluse con 8 passaggi completati su 12 tentativi per 168 yard e la vittoria in rimonta sui favoriti Arizona Cardinals. Sette giorni dopo disputò la prima gara come titolare in carriera in casa dei Kansas City Chiefs in cui passò 209 yard, un touchdown e subì 2 intercetti nella sconfitta per 13-23 di Pittsburgh.
Roethlisberger tornò a partite titolare nella settimana 8 ma nella successiva si infortunò nuovamente a metà del quarto periodo. Fu Jones che gli subentrò, guidando ancora una volta la squadra alla vittoria grazie a un passaggio da 57 yard ad Antonio Brown nel drive finale che mise gli Steelers in posizione utile per calciare il field goal della vittoria con Chris Boswell. La settimana successiva tornò a partire titolare ma si infortunò a una caviglia nel primo quarto, non facendo più ritorno in campo.